# Vláda Jerzyho Buzka
Vláda Jerzyho Buzka byla od 31. října 1997 do 19. října 2001 polská vláda pod vedením Jerzyho Buzka. Po parlamentních volbách v září 1997 utvořila vítězná koalice Volební akce Solidarita (AWS) koaliční kabinet s třetí Unií svobody. Během volebního období se projevily rozpory uvnitř obou vládních uskupení. V roce 2000 odešla Unie svobody z vlády a kabinet dovládl jako menšinový.

## Složení vlády
| Portfej                                                             | Ministr / člen vlády         | Strana      | Nástup do úřadu   | Odchod z úřadu    |
| ------------------------------------------------------------------- | ---------------------------- | ----------- | ----------------- | ----------------- |
| Předseda vlády                                                      | Jerzy Buzek                  | AWS         | 17. října 1997    | 19. října 2001    |
| Místopředseda vlády                                                 | Leszek Balcerowicz           | UW          | 31. října 1997    | 8. června 2000    |
| Místopředseda vlády                                                 | Janusz Steinhoff             | AWS         | 12. června 2000   | 19. října 2001    |
| Místopředseda vlády                                                 | Janusz Tomaszewski           | AWS         | 31. října 1997    | 3. září 1999      |
| Místopředseda vlády                                                 | Longin Komołowski            | AWS         | 19. října 1999    | 19. října 2001    |
| Ministr práce a sociálních věcí                                     | Longin Komołowski            | AWS         | 31. října 1997    | 19. října 2001    |
| Ministr hospodářství                                                | Janusz Steinhoff             | AWS         | 31. října 1997    | 19. října 2001    |
| Ministr zemědělství a výživy                                        | Jacek Janiszewski            | AWS         | 31. října 1997    | 26. března 1999   |
| Ministr zemědělství a výživy                                        | Artur Balazs                 | AWS         | 26. března 1999   | 19. října 1999    |
| Ministr zemědělství a rozvoje venkova                               | Artur Balazs                 | AWS         | 19. října 1999    | 19. října 2001    |
| Ministr zahraničí                                                   | Bronisław Geremek            | UW          | 31. října 1997    | 30. června 2000   |
| Ministr zahraničí                                                   | Władysław Bartoszewski       | nestraník   | 30. června 2000   | 19. října 2001    |
| Ministr financí                                                     | Leszek Balcerowicz           | UW          | 31. října 1997    | 8. června 2000    |
| Ministr financí                                                     | Jarosław Bauc                | AWS         | 8. června 2000    | 28. srpna 2001    |
| Ministr financí                                                     | Halina Wasilewska-Trenkner   | nestranička | 28. srpna 2001    | 19. října 2001    |
| Ministr vnitra a administrativy                                     | Janusz Tomaszewski           | AWS         | 31. října 1997    | 3. září 1999      |
| Ministr vnitra a administrativy                                     | Janusz Pałubicki (úřadující) | AWS         | 3. září 1999      | 7. října 1999     |
| Ministr vnitra a administrativy                                     | Marek Biernacki              | AWS         | 7. října 1999     | 19. října 2001    |
| Ministr zdravotnictví                                               | Wojciech Maksymowicz         | AWS         | 31. října 1997    | 26. března 1999   |
| Ministr zdravotnictví                                               | Franciszka Cegielska         | AWS         | 26. března 1999   | 23. října 2000    |
| Ministr zdravotnictví                                               | Grzegorz Opala               | AWS         | 23. října 2000    | 19. října 2001    |
| Ministr státního pokladu                                            | Emil Wąsacz                  | AWS         | 31. října 1997    | 16. srpna 2000    |
| Ministr státního pokladu                                            | Andrzej Chronowski           | AWS         | 16. srpna 2000    | 28. února 2001    |
| Ministr státního pokladu                                            | Aldona Kamela-Sowińska       | AWS         | 28. února 2001    | 19. října 2001    |
| Ministr spravedlnosti                                               | Hanna Suchocká               | UW          | 31. října 1997    | 8. června 2000    |
| Ministr spravedlnosti                                               | Lech Kaczyński               | AWS         | 12. června 2000   | 5. července 2001  |
| Ministr spravedlnosti                                               | Stanisław Iwanicki           | AWS         | 5. července 2001  | 19. října 2001    |
| Ministr národní obrany                                              | Janusz Onyszkiewicz          | UW          | 31. října 1997    | 16. června 2000   |
| Ministr národní obrany                                              | Bronisław Komorowski         | SKL         | 16. června 2000   | 19. října 2001    |
| Ministr komunikací                                                  | Marek Zdrojewski             | AWS         | 31. října 1997    | 26. března 1999   |
| Ministr komunikací                                                  | Maciej Srebro                | AWS         | 26. března 1999   | 16. března 2000   |
| Ministr komunikací                                                  | Tomasz Szyszko               | AWS         | 16. března 2000   | 18. července 2001 |
| Ministr komunikací                                                  | Janusz Steinhoff (úřadující) | AWS         | 18. července 2001 | 19. října 2001    |
| Ministr regionálního rozvoje a stavebnictví                         | Jerzy Kropiwnicki            | ZChN        | 16. června 2000   | 19. října 2001    |
| Ministr životního prostředí                                         | Jan Szyszko                  | AWS         | 31. října 1997    | 19. října 1999    |
| Ministr životního prostředí                                         | Antoni Tokarczuk             | PPChD       | 19. října 1999    | 19. října 2001    |
| Ministryně kultury                                                  | Joanna Wnuk-Nazarowa         | UW          | 31. října 1997    | 26. března 1999   |
| Ministryně kultury                                                  | Andrzej Zakrzewski           | AWS         | 26. března 1999   | 10. února 2000    |
| Ministryně kultury                                                  | Kazimierz Michał Ujazdowski  | AWS         | 16. března 2000   | 12. července 2001 |
| Ministryně kultury                                                  | Andrzej Zieliński            | AWS         | 12. července 2001 | 19. října 2001    |
| Ministr dopravy a mořského hospodářství                             | Eugeniusz Morawski           | UW          | 31. října 1997    | 8. prosince 1998  |
| Ministr dopravy a mořského hospodářství                             | Tadeusz Syryjczyk            | UW          | 8. prosince 1998  | 8. června 2000    |
| Ministr dopravy a mořského hospodářství                             | Jerzy Widzyk                 | AWS         | 12. června 2000   | 19. října 2001    |
| Ministr školství                                                    | Mirosław Handke              | AWS         | 31. října 1997    | 20. července 2000 |
| Ministr školství                                                    | Edmund Wittbrodt             | AWS         | 19. října 1999    | 19. října 2001    |
| Ministr vědy, předseda Komise vědeckého bádání                      | Andrzej Wiszniewski          | AWS         | 31. října 1997    | 19. října 2001    |
| Ministr bez portfeje pro koordinaci speciálních služeb              | Janusz Pałubicki             | AWS         | 31. října 1997    | 19. října 2001    |
| Ministr bez portfeje, předseda Komise pro evropskou integraci       | Ryszard Czarnecki            | AWS         | 31. října 1997    | 26. března 1999   |
| Ministr bez portfeje, předseda Vládního centra strategických studií | Jerzy Kropiwnicki            | AWS         | 31. října 1997    | 16. června 2000   |
| Ministryně bez portfeje, koordinátorka sociální reformy             | Teresa Kamińska              | AWS         | 31. října 1997    | 26. března 1999   |
| Ministr bez portfeje, šéf Kanceláře premiéra                        | Wiesław Walendziak           | AWS         | 31. října 1997    | 26. března 1999   |
| Ministr bez portfeje pro odstraňování následků povodní              | Jerzy Widzyk                 | AWS         | 31. října 1997    | 26. března 1999   |